# تشارلي جونز
تشارلي جونز (بالإنجليزية: Charlie Jones)‏ (12 ديسمبر 1899 المملكة المتحدة - 1 يناير 1966) هو لاعب كرة قدم بريطاني.